# История НТВ
«НТВ» — общероссийский федеральный телеканал, который начал вещание 31 год назад, 10 октября 1993 года в 21:00 (в Санкт-Петербурге) как телекомпания и 17 января 1994 года в 18:00 (в Москве) как телеканал.

## История

### 1993—1997 годы: основание телеканала, получение частоты

Первый логотип НТВ (1993 год)

Весной 1993 года журналисты 1-го канала Останкино Олег Добродеев и Евгений Киселёв, работавшие в Информационном телевизионном агентстве канала над созданием выходившей на нём программы «Итоги», чувствовали неудовлетворение от своей работы. Канал, по их мнению, в сложившейся ситуации политического кризиса в России всё больше работал в интересах президента Бориса Ельцина, а агентство испытывало острый недостаток средств. Они опасались, что в череде увольнений сотрудников (Егора Яковлева, председателя телерадиокомпании «Останкино», и Игоря Малашенко, его первого заместителя) главный редактор агентства Добродеев будет следующим, а «Итоги» будут закрыты. Киселёву удалось выйти на бизнесмена Владимира Гусинского, владельца акционерного общества «Группа Мост» и газеты «Сегодня», через его пресс-секретаря Сергея Зверева. Журналисты изначально предлагали Гусинскому финансировать производство «Итогов». Однако тот развил идею и предложил создать независимую телекомпанию.
В июне 1993 года Малашенко, Добродеевым и Киселёвым была создана ТОО «Итоги». В июле этого же года «Мостбанк», «Столичный», «Национальный кредит» и телекомпания «Итоги» учредили ТОО «Телекомпания НТВ» (регистрация 14 июля 1993 года), 20 % акций принадлежало ТОО «Итоги», остальные 80 % принадлежали «Мостбанку», «Столичному» и «Национальному кредиту», но вскоре два последних вышли из состава акционеров.
Название «НТВ» придумал Игорь Малашенко. Аббревиатура изначально не означала ничего:
НТВ не расшифровывается вообще никак. Когда-то я придумал эту аббревиатуру для нового телевидения, кто-то предложил расшифровать как «независимое», но все дружно заявили, что это безумно претенциозно. Предлагали другие варианты — «негосударственное», «наше», в результате твёрдо договорились не расшифровывать вообще никак…
Президентом и генеральным директором телекомпании НТВ стал, по совету Киселёва и Добродеева Гусинскому, Игорь Малашенко, вице-президентом телекомпании и главным редактором её службы информации — Олег Добродеев, вице-президентом и председателем совета директоров телекомпании — Евгений Киселёв. Сразу после основания НТВ начал борьбу за получение частоты для вещания канала.
К началу вещания телеканалу удалось собрать большую команду журналистов: вместе с Малашенко, Добродеевым и Киселёвым на НТВ перешли ведущие Татьяна Миткова и Михаил Осокин, корреспонденты Владимир Лусканов, Владимир Ленский, Ирина Зайцева, Эрнест Мацкявичюс, Елена Курляндцева, Александр Хабаров, Александр Герасимов, Владимир Кара-Мурза, Марианна Максимовская, Михаил Светличный, Александр Поклад, Пётр Орлов, Александр Зараелян, Александр Шашков, Алексей Бурков, Василий Уткин, Елена Масюк. На канал приходили как уже сформировавшиеся журналисты из «Останкино» или «Вестей», так и свежие, новые лица. Ставка при наборе персонала делалась на молодых, энергичных и талантливых людей. Например, у Павла Лобкова и Николая Николаева, также взятых на работу на НТВ, вообще не было журналистского образования.
За неимением альтернатив руководство канала обратилось к мэру Санкт-Петербурга Анатолию Собчаку с просьбой о предоставлении НТВ эфирного времени на «Пятом канале». 16 сентября 1993 года телекомпания заключила договор с Государственной телерадиокомпанией «Петербург — Пятый канал». На его основании программы, производимые НТВ, стали выходить в эфир на пятом канале: по будням — получасовая новостная программа «Сегодня», по субботам — «Намедни» Леонида Парфёнова, а по воскресеньям — «Итоги» Евгения Киселёва. Первоначально телекомпания должна была впервые выйти в эфир 1 или 3 октября 1993 года, но затем руководители НТВ решили перестраховаться и отложить запуск на неделю вперёд. 10 октября 1993 года в 21:00 вышли «Итоги» — первая программа, произведённая ТОО «Телекомпания НТВ», а днём позже в то же время Пятый канал транслировал первый выпуск «Сегодня» с Татьяной Митковой. Редакционные помещения НТВ стали располагаться в телецентре «Останкино» на 8-м этаже, где ранее размещался цех по производству анимационных фильмов.

Логотип НТВ (1993—1994)

По указу президента РФ от 22 ноября 1993 года, с 17 января 1994 года НТВ в качестве эксперимента получила вечернее время (с 18:00 до 2:00) на 4-м канале Останкино, а председателю совета директоров Евгению Киселёву была предложена должность председателя «Останкино». Однако Киселёв отказался от этого предложения, сославшись на то, что «он не мог и не хотел быть администратором». На тот момент существовало только две частные телекомпании — 2x2 и ТВ-6, обе развлекательного характера, в то время как НТВ с самого начала имела общественно-политическую направленность, создала свою службу новостей и провозгласила слоган «Новости — наша профессия». Основной упор в информационной политике телекомпании делался на корреспондентах, которые должны были обязательно, в отличие от существовавшей в то время практики, появляться в кадре, чтобы зритель знал их в лицо. До 2002 года телеканал официально праздновал два дня рождения: первый — 10 октября, годовщина со дня выхода первой передачи в эфир, второй — 17 января, годовщина со дня начала вещания на четвёртой телевизионной кнопке, по случаю которых часто устраивались корпоративы для сотрудников.
В 1994 году рекламное агентство «Видео Интернешнл» получило эксклюзивные рекламные права на НТВ. Активное сотрудничество НТВ с этим рекламным селлером было прервано в самом начале 2000-х годов, когда канал отказался подчиняться его условиям и стал продавать рекламу самостоятельно.
31 января 1995 года НТВ получает свою первую официальную лицензию на осуществление телевизионного вещания под номером 509 сроком на 5 лет (до этого момента вещание канала фактически продолжало идти в качестве эксперимента). С этого момента НТВ начала борьбу за передачу ей всего эфирного времени образовательного канала, в ходе которой возник конфликт с владельцем «Российских университетов» в лице ВГТРК, а также Олега Попцова и Игоря Малашенко.
11 февраля 1995 года в рамках эфирного времени программы «Итоги» с Евгением Киселёвым была продемонстрирована беседа корреспондента НТВ Ирины Зайцевой с бывшим пресс-секретарём президента России Вячеславом Костиковым. Он рассказал журналистке о своей новой книге, посвящённой президенту Ельцину. В репортаже Костиков также дал характеристику некоторым приближённым к президенту лицам. Спустя день после демонстрации данного интервью в телеэфире, 12 февраля телекомпания сообщила о том, что пресс-служба президента России распорядилась не пускать корреспондентов и съёмочные группы НТВ на территорию Кремля.
11 октября 1995 года корреспонденты и операторы телекомпании, работавшие в Чечне (Илья Канавин, Борис Кольцов, Аркадий Мамонтов, Максим Ушанов, Александр Хабаров, Виктор Щербаков), были награждены медалями ордена «За заслуги перед Отечеством» II степени. Однако государство оценивало присутствие НТВ в Чечне не только с положительной стороны. Летом 1995 года Елене Масюк удалось в Чечне взять интервью у Шамиля Басаева, который, по заверениям властей, находился в тот момент за границей. После этого интервью Генпрокуратура Российской Федерации завела дела на телеканал и на журналистку.
В том же 1995 году телекомпанию НТВ покидает один из ведущих её журналистов Александр Поклад. Он переходит на «ТВ-6» и становится руководителем первой информационной программы канала «6 новостей». В 1996 году консультантом телекомпании НТВ стал Филипп Бобков, бывший первый заместитель председателя КГБ СССР, а затем — сотрудник аналитического отдела группы «Мост».
В начале лета 1996 года группа «Мост» продала тридцать процентов акций ТОО «Телекомпания НТВ» «Газпрому». В ходе избирательной кампании президентских выборов 1996 года НТВ активно поддерживал Бориса Ельцина, выдвигавшегося на второй срок. Гендиректор телекомпании Игорь Малашенко вошёл в предвыборный штаб Ельцина, а корреспонденты Вадим Глускер и Алим Юсупов занялись созданием позитивного имиджа кандидата. В «награду» за обеспечение победы Ельцина на выборах телекомпании обещали выделить всё эфирное время образовательного канала, а Малашенко получил приглашение возглавить администрацию президента, от которого отказался.
19 августа 1996 года в ходе подготовки к получению всего эфирного времени на «четвёртой кнопке» началось техническое вещание НТВ в утренние и дневные часы с 7:00 до ~14:00—16:00. Данный эфир транслировался только со спутника «Горизонт-80», откуда сигнал НТВ брали региональные телекомпании, ретранслировавшие программы НТВ. С сентября в данном блоке стали выходить оригинальные выпуски программы «Сегодня»: сначала в 7:00 и 10:00, затем — в 8:00, 10:00, 12:00 и 14:00, фактически заложив основу для сетки полноценного вещания на НТВ. Также в данном блоке транслировались повторы фильмов из вечернего блока «Мир кино», программ «Намедни», «Итоги» и «Куклы» за предшествующий день и программа «Латиномания». Стоит отметить, что зрителям городов, где НТВ транслировался совместно с телеканалом «Российские университеты», данный эфирный блок был недоступен: они продолжали принимать совмещённый сигнал «Российских университетов» и НТВ вплоть до 11 ноября 1996 года.
С 11 ноября 1996 года по указу Президента России № 1386 «О стабилизации деятельности и улучшении качества вещания ВГТРК и телекомпании НТВ» всё эфирное время образовательного канала перешло телекомпании НТВ. 14 ноября Председатель правительства России Виктор Черномырдин заявил, что часть образовательного канала была отдана телекомпании НТВ «не просто так», что он не знает, поступили ли деньги в государственный бюджет, но он добьётся, чтобы они поступили.
Сетка вещания

Логотип НТВ (1994)

На момент получения эфирного времени на пятом канале телекомпания НТВ производила только информационные программы — «Сегодня», «Итоги» и «Намедни». К ним в 1994 году добавилась сатирическая программа «Куклы». После получения в своё распоряжение вечернего времени 4-го канала Останкино телекомпания стала производить также собственные кинопрограммы. Кроме того, на телеканале до 1997 года продолжили выход в эфир ток-шоу, ранее выходившие в эфир на 4-м канале Останкино и производившиеся телекомпанией АТВ («Времечко» и «Третий глаз»). Также канал впервые ввёл так называемое линейное программирование сетки вещания: в одно и то же время в разные дни транслировались программы одного типа. Кроме того, одним из условий предоставления телекомпании 4-го канала Останкино было наличие спортивных программ, у истоков создания которых стояли Анна Дмитриева и Алексей Бурков, а эротические передачи НТВ стала производить одной из первых в России. Музыкальным вещанием НТВ с января 1994 года занимался Артемий Троицкий, перешедший в новую компанию с ВГТРК по приглашению Леонида Парфёнова.
Большую роль в формировании рейтингов играли показываемые телеканалом голливудские фильмы в собственном закадровом переводе, ранее недоступные массовой аудитории из-за высокой стоимости видеомагнитофонов (или же распространявшиеся в «пиратских» копиях с плохим качеством картинки и звука). Закупками прав на показ кинофильмов, телесериалов, телепередач и прочей телевизионной продукции занимались Малашенко и Владилен Арсеньев, отвечавший за художественное вещание.
Автор книги «История российской рекламы. Современный период» Владимир Евстафьев отмечал:
НТВ стало первым частным телеканалом, составившим серьёзную конкуренцию государственным каналам по профессионализму и качеству программ. Канал НТВ с самого начала имел чёткую и определённую стратегию. Это канал, адресованный элитарной части населения, базирующийся на производстве собственных новостийных программ и закупке дорогостоящего художественного кино. При этом НТВ — в классическом виде инвестиционный проект, в который, по разным оценкам, было вложено порядка 30 млн долларов на этапе создания. Ежевечерняя программа НТВ очень быстро стала козырной: качественный кинопоказ, добротная “мыльная” опера, документальный сериал и сильный информационно-аналитический блок. Недаром девиз телекомпании: “Новости — наша профессия!”.
Несмотря на расширение кругозора, главным приоритетом НТВ оставалась информационная деятельность. Несколько съёмочных групп канала освещали события первой чеченской войны, главным образом штурм Грозного, ведя репортажи как из стана российских вооружённых сил, так и из стана чеченских сепаратистов.
Станислав Говорухин, выступая на пленарном заседании Государственной Думы, сообщил, со ссылкой на генерала Куликова, что НТВ, по сути, оказывала информационную поддержку чеченским сепаратистам, в сентябре 1999 года Борис Березовский в ходе пресс-конференции в «Интерфаксе» заявил, что Гусинский ему прямо говорил, что журналисты НТВ поддерживали чеченских сепаратистов и что вся позиция информационной компании Гусинского «по Чечне была далеко не бескорыстна, по чеченской войне».
Альфред Кох, один из председателей совета директоров НТВ, вспоминал следующее:

Я прекрасно помню, как в разгар первой чеченской войны в 1995 году НТВ практически неприкрыто поддерживал чеченских боевиков, показывая зверства федеральных властей, но замалчивая зверства моджахедов, которых было, по меньшей мере, не меньше, и начались они значительно раньше, ещё до открытой фазы конфликта.
Как вспоминает бывший начальник службы безопасности Бориса Ельцина Александр Коржаков, когда в декабре 1994 года Ельцину не понравилось, как НТВ показывало войну в Чечне, тот приказал ему разобраться с владельцем телекомпании Владимиром Гусинским. После этого в офис к Гусинскому (бывшее здание СЭВа напротив Белого дома) прибыли сотрудники Главного управления охраны РФ из спецподразделения по охране президента, и Гусинскому пришлось ненадолго уехать в Лондон.

Как-то за обедом, обращаясь ко мне и Барсукову, президент повысил голос:
— Почему вы не можете справиться с каким-то Гусинским?! Что он вытворяет?! Почему везде разъезжает?! На него все жалуются, и семья тоже. Сколько раз случалось, что Таня или Наина едут, а им перекрывают дорогу из-за этого Гусинского. Его НТВ распоясалось, ведёт себя нахально. Я вам приказываю: разберитесь с ним.
Эта тирада означала, что Березовский отыскал верную дорогу к ушам Ельцина.
— Как разобраться, если нет законных оснований? — спросил я.
— Неважно… Зацепитесь за что-нибудь, преследуйте его везде, не давайте ему прохода. Создайте ему такую атмосферу чтобы у него земля под ногами горела.
— Хорошо, подумаем, как создать такую атмосферу.

На следующий день, 2 декабря 94-го года, мы её создали.— Коржаков А. В. Борис Ельцин: от рассвета до заката.
 Факт давления на телекомпанию со стороны ельцинского Кремля подтверждает в своих воспоминаниях и сам Гусинский.

Логотип НТВ (1994—1997)

16 декабря 1994 года Государственная дума высказала своё недовольство относительно того, как СМИ показывают происходящее в Чечне. В частности, некоторые депутаты нижней палаты охарактеризовали репортажи корреспондентов НТВ из зоны боевых действий как «целенаправленную дезинформацию». По словам Олега Добродеева, критика работы журналистов канала во время военной кампании началась с самого первого репортажа НТВ из Чечни, среди прочего, звучали и угрозы закрытия телекомпании. Различные обвинения телеканала в ярко выраженной прочеченской позиции продолжали звучать и в дальнейшем до середины 2000-х годов, в том числе и от публицистов, придерживающихся национал-патриотических взглядов. В ответ на вышеописанные обвинения Евгений Киселёв часто заявлял, что в своих репортажах тех лет НТВ всегда старалось давать информацию о войне со всех точек зрения, а не только с официальных государственных позиций, при этом допуская то обстоятельство, что отдельные журналисты в своих материалах могли быть необъективными.
Также отмечалось, что в период обеих российско-чеченских военных кампаний НТВ был единственным телеканалом России, снимавшим сюжеты и передачи с состраданием к чеченскому народу, резко выделявшиеся на фоне сообщений с государственных каналов. Критические репортажи НТВ с передовой в те годы позволили завоевать каналу уважение и доверие зрителей, отснятые телекомпанией материалы часто приобретали BBC и CNN. Владимир Кара-Мурза впоследствии вспоминал:

Мы раскрутили генерала Лебедя, который заключил Хасавюртовские соглашения и спас сотни мирных граждан и тысячи солдат… Я считаю, что героизм был в наших товарищах — Лене Масюк, Жене Молчанове, который погиб в Чечне, оператор и мой товарищ. Вот за это я любил нашу телекомпанию, а не за то, что там какие-то гламурные у нас (не буду вспоминать) были передачи и телеведущие. Нет, у нас была настоящая журналистика.

В сентябре 1995 года, после закрытия программы «Версии» телекомпании «REN-TV» на ОРТ, НТВ отдал своё эфирное время этой программе и её ведущему Сергею Доренко. В октябре 1995 года на НТВ вышла новая программа «Герой дня». Её стали вести автор программы «Намедни» Леонид Парфёнов и автор программы «Итоги» Евгений Киселёв. Затем к ним присоединились комментаторы НТВ Павел Лобков, Александр Герасимов и Александр Шашков.
В связи с предоставлением телекомпании всей «четвёртой телевизионной кнопки» НТВ с ноября 1996 года стало транслировать большое количество новых разноплановых программ, в том числе и развлекательного или неформального характера — как собственного, так и стороннего производства. При этом в сетке вещания был сохранён и дневной блок из просветительских программ, производимых ВГТРК, выходивший под заголовком «Российские университеты», впоследствии — «Открытый мир» (вскоре эти программы были закрыты). Вскоре аудитория канала резко увеличилась, а часовой блок «Российские университеты» был убран из эфира НТВ из-за низких рейтингов (его смотрели 0,4 % зрителей). Кинопоказ на НТВ после получения всего эфирного времени претерпел некоторые изменения, в том числе и ввиду создания тогда же спутникового оператора «НТВ-Плюс»: он стал менее элитарным, чем в первые два-три года вещания, и более массовым. В него чаще стали включаться различные боевики и триллеры американского производства, а также российские фильмы недавнего прошлого, по сравнению с артхаусным и интеллектуальным кино.

### 1997—2000 годы: завоевание позиций

Логотип НТВ (1997—2001)

#### 1997—1999
Тесная связь НТВ с властью оказалась кратковременной. В начале 1997 года Владимир Гусинский, считавший главу администрации президента Анатолия Чубайса своим близким другом, попросил его и вице-премьера Альфреда Коха оказать ему содействие в приватизации телекоммуникационной компании «Связьинвест». Гусинский планировал расширить свое политическое и финансовое влияние, за счет расширения деятельности «Медиа-Моста» на рынок услуг связи в стране. Он хотел получить долю в компании по сниженной «договорной» с Чубайсом цене, но заинтересованность данным активом среди иностранных инвесторов, подстегнуло правительство получить максимальную цену назначив аукцион, из-за больших долгов правительства как перед внешними, так и внутренними кредиторами.
Гусинский в последствии требовал от Чубайса дать ему негласные преференции при проведении аукциона, и недопуска некоторых участников, на что явного отказа не получил, но по результатам аукциона не смог получить часть акции «Связьинвеста», проиграв по цене иностранному инвестору. В ответ на разрушенные планы Гусинского, телеканал НТВ в своём эфире рассказал о гонораре в 90 тысяч долларов, который Кох и Чубайс получили от швейцарского издательства за ещё не написанную ими книгу «История российской приватизации», таким образом запустив «писательское дело». После сюжета на НТВ, Кох пытается получить эфирное время для разъяснения СМИ, подробностей сделки и ситуацию в целом, но обратившись к Николаю Сванидзе, в то время председателю ВГТРК, получает отказ с формулировкой «не можем, это распоряжение Валентина Юмашева». Писательское дело как информационная и лоббистская кампания Гусинского против Чубайса и Коха, оказалась удачной. Кох подаёт в добровольную отставку, подписав заявление с открытой датой, которое позже подпишет Чубайс. С тех пор началось противостояние медиагруппы «Медиа-Мост» Владимира Гусинского и информационная кампания по дискредитации действий правительства «младореформаторов». Телеканал начинает поддержку правительства т.н. «семьи Ельцина».
Вещание НТВ с 1 января 1997 года распространилось на Западную Европу, Ближний Восток и Северную Африку. 10 мая 1997 года корреспондент НТВ Елена Масюк, чьи репортажи пользовались в Чечне большой популярностью, была похищена там вместе со своей съёмочной группой — оператором Ильёй Мордюковым и звукооператором Дмитрием Ольчевым. После полутора месяцев переговоров руководства телекомпании с боевиками и Шамилем Басаевым последние запросили на Масюк выкуп в 2 миллиона долларов. В итоге группа была освобождена 17 августа.
В марте 1997 года из Минска был выслан собственный корреспондент телекомпании НТВ по Республике Беларусь Александр Ступников, который в своих репортажах резко критиковал власти страны и освещал местные коррупционные скандалы. Официальной причиной депортации белорусские власти называли тот факт, что в материалах корреспондента была обнаружена угроза добрососедским российско-белорусским отношениям. После высылки из страны Ступников репатриировался в Израиль и стал собкором местного корреспондентского бюро НТВ. Одновременно с этим с критической позиции о властях Белоруссии отзывались также в программах Андрея Черкизова и Виктора Шендеровича. Разногласия собкоров телеканала с властями республики продолжались и в дальнейшем: уже в 2000-е, в июне 2003 года за «необъективное освещение ситуации в стране» был депортирован собкор НТВ Павел Селин, с запретом въезда на территорию Республики Беларусь сроком на 5 лет. Причиной депортации Селина стал его репортаж о похоронах писателя Василя Быкова, в котором корреспондент заявил, что белорусские власти всячески препятствовали траурному шествию, расценив его как акцию оппозиции.
В декабре того же года был создан «НТВ-Холдинг», объединивший НТВ, ТНТ, «НТВ-Плюс» (каналы «Наше кино», «Мир кино», «НТВ-Плюс Спорт», «Детский мир», «Музыка»), «Эхо Москвы», «НТВ-Дизайн», «НТВ-Профит», «НТВ-Кино», «НТВ-Интернешнл», издательский дом «Семь дней» и Бонум-1. Генеральным директором «НТВ-Холдинга» стал Игорь Малашенко, генеральным директором телекомпании НТВ — Олег Добродеев, главным редактором службы информации НТВ — Владимир Кулистиков.
В январе 1998 года президентом Борисом Ельциным был подписан указ, согласно которому НТВ был присвоен статус общероссийской телекомпании. Это позволило частной телекомпании платить за услуги связистов по государственным расценкам. Аналогичный статус в те годы имели только каналы ОРТ, РТР и радиостанция «Маяк».
10 марта 1998 года ТОО «Телекомпания НТВ» было переименовано в ОАО «Телекомпания НТВ». В 1998 году у НТВ, ТНТ и «НТВ-Плюс» появились собственные сайты. С 1 сентября того же года НТВ запустил поясное автоматизированное вещание, что позволило смотреть программы в удобное время зрителям всех регионов России (до этого вещание было сквозным на все часовые пояса), затем — новый автоматизированный вещательный комплекс. Однако для продолжения существования в условиях экономического кризиса телекомпании пришлось влезть в долги. На взятые кредиты в 1999 году была построена большая студия НТВ (11-я студия Останкино), так называемая «студия-трансформер», аналогов которой в те годы не было ни у одного канала в России.
К 1999 году потенциальная аудитория НТВ достигла 102 миллионов зрителей, охватывая около 70 % территории России, и был доступен в других бывших советских республиках. Штат телекомпании в этот период составлял цифру примерно в 1200 сотрудников.

#### 1999—2000
Во время бомбардировок Югославии НТВ заняло пронатовскую позицию, хотя журналисты канала давали материалы по данной теме и из Вашингтона, и из Белграда. Противники телеканала обвиняли НТВ в открытой прозападной позиции и работу в интересах Госдепартамента США, высказывали мнение, что отстаивающий такие позиции телеканал не должен располагаться на одной из центральных кнопок. Освещение НТВ югославских событий и второй чеченской войны наметило раскол в руководстве телекомпании. Евгений Киселёв полагал, что Россия допускает ошибку, занимая антинатовскую позицию, и что Слободан Милошевич должен понести ответственность за этнические чистки в своём государстве, а Олег Добродеев считал, что с российской стороны нужно поддерживать братьев-славян. Затем Игорь Малашенко заподозрил, что Добродеев пустил в эфир телеканала материалы, являвшиеся частью пропагандистской подготовки к началу второй чеченской кампании. Его опасения в телефонном разговоре подтвердил сам Добродеев, сославшись на просьбу о таком освещении от министра внутренних дел Владимира Рушайло. Кроме того, он же дал развёрнутое интервью «Красной звезде», в котором изложил свою позицию относительно войны и её освещения в эфире канала, а чуть ранее Министерство РФ по делам печати и телерадиовещания разослало в крупнейшие российские телекомпании циркуляр, где настоятельно просило не предоставлять телеэфир чеченской стороне. В результате подобных разногласий в январе 2000 года Добродеев ушёл с НТВ и 31 января был назначен председателем ВГТРК. Новым генеральным директором телекомпании НТВ стал Киселёв. Через несколько месяцев покинул НТВ и главный редактор службы информации Кулистиков, который стал председателем правления новостного агентства «РИА Новости», вместо него главным редактором службы информации стал Григорий Кричевский.
Уход Добродеева из телекомпании не мог не найти отголоски в творческом коллективе НТВ. Весной-летом 2000 года канал покинула группа корреспондентов, работавших над репортажами в информационных программах. Наиболее видными из ушедших журналистов были Евгений Ревенко, Аркадий Мамонтов и Елена Масюк. Со стороны руководства и журналистов НТВ массовый уход сотрудников на государственный канал вслед за Добродеевым был воспринят как переманивание кадров.
С 27 августа по 1 сентября 2000 года в связи с пожаром на Останкинской телебашне вещание канала на Москву и область было прервано, а программа «Сегодня» выходила на ТНТ. С 1 по 3 сентября 2000 года канал вещал совместно с телеканалом «Культура». На совместном канале транслировались передачи и того, и другого канала. Утром 4 сентября передатчик совместного телеканала, размещённый на ТРЦ «Октод», был перенастроен на 8-ю метровую частоту, позволившую запустить вещание НТВ на привычной кнопке, после чего в 11:40 было восстановлено вещание канала с Останкинской телебашни.
Сетка вещания
До 1997 года телекомпания производила самостоятельно только информационные, околоинформационные, новогодние и спортивные проекты (см. соответствующие разделы), передачи неполитического вещания покупались, в основном, за рубежом (наиболее известные примеры: «Ключи от Форта Байяр», «Плейбой», «Эротические шоу мира», «Улица Сезам») или у сторонних телекомпаний (АТВ, REN-TV, DIXI, Версия / M&E Productions, Video International). После перехода на должность главного продюсера Леонида Парфёнова в апреле 1997 года, НТВ стало производить многие неполитические проекты самостоятельно. Первыми примерами такого продукта служат «Намедни 1961—2003. Наша эра», «Старый телевизор» и «Про это» (первое в России ток-шоу о любви и сексе).
В сентябре 1997 года, в результате раскола коллектива программы «Времечко» (переместилась на канал «ТВ Центр»), вместо неё стала выходить аналогичная программа «Сегоднячко». Новые ведущие Елена Ханга («Про это») и Светлана Сорокина («Герой дня») способствовали росту популярности своих передач.
В то же время споры в обществе вызвал показ на телеканале неоднозначного фильма известного режиссёра Мартина Скорсезе «Последнее искушение Христа». Изначально он планировался к показу на НТВ в ночь с 26 на 27 апреля 1997 года (в пасхальную ночь), но вскоре после сдачи телепрограммы в печать против демонстрации фильма выступили председатель комитета по связям с общественными объединениями и религиозными организациями Виктор Зоркальцев (КПРФ) и тогдашний предстоятель РПЦ патриарх Алексий II. После приезда на телеканал представителя Патриархии и решения Госдумы РФ кинолента была убрана из сетки вещания и заменена фильмом другого содержания. Следующий показ должен был состояться 30 мая 1997 года, но и он также был отменён. Осенью 1997 года группа православных активистов принимала участие в протестных акциях у здания телецентра «Останкино» и призывала НТВ воздержаться от показа фильма, с тех же позиций выступали и приверженцы национал-патриотических взглядов. Тем не менее, фильм Скорсезе удалось показать в эфире спустя несколько месяцев после поднятого общественного резонанса — 9 ноября 1997 года, по решению телевизионного суда присяжных, организованного в передаче Владимира Ворошилова «Суд идёт» неделей ранее (1 ноября). Это во многом сказалось на дальнейшем отношении верующих к телеканалу.
В начале 1998 года по факту трансляции на канале фильма «Последнее искушение Христа», а также ряда передач эротического содержания, депутаты Госдумы обвинили НТВ в пропаганде безнравственности, в связи с чем на парламентские слушания были приглашены руководители телекомпании Игорь Малашенко и Олег Добродеев, а также глава ФСТР Валентин Лазуткин. После этого экс-руководитель художественных программ НТВ Владилен Арсеньев заявил, что транслируемый в эфире контент не является порнографией в прямом смысле этого слова, а является мягкой эротикой, но, тем не менее, заявил о выведении из эфира канала программ «Плейбой» и «Эротические шоу мира» с безусловным сохранением в сетке вещания шоу «Про это».
С 1 сентября 1998 года программы «Сегодня утром», «Сегодня днём» и «Сегодня вечером» были переименованы в «Сегодня». В это же время из-за финансовых сложностей на канале в рамках экономии средств были частично сокращены утреннее и ночное вещание, закрыты некоторые финансово затратные телепроекты. Вследствие этого в этот период НТВ вещало по сильно упрощённой сетке вещания, основу которой составляли преимущественно информационные и околоинформационные телепередачи, а также фильмы и телесериалы, шедшие между ними.
В сентябре 1999 года, через год после дефолта, телеканал НТВ вернулся к активному производству собственных телепередач, а также сосредоточился на показе в прайм-тайм российских телесериалов, снимавшихся преимущественно киноподразделениями «Медиа-Моста».

### 2000—2001 годы: смена собственника
Отношения с новой властью и новым президентом Владимиром Путиным у НТВ складывались плохо. Чиновники стали избегать НТВ, перестали давать интервью и приходить на программы; Владимир Жириновский предлагал лишить телеканал лицензии на вещание. В эфире ОРТ, совладельцем которого был поддерживавший Путина и фракцию «Единство» Борис Березовский, стали появляться программы Сергея Доренко, в которых он выставлял в неблаговидном свете Владимира Гусинского, а также репортажи корреспондентов программы «Время», направленные как против «Медиа-Моста» в целом, так и канала НТВ в частности. По некоторым данным, у Гусинского и Путина возникли личные разногласия: Гусинский якобы заявил в одном из разговоров Путину, что без поддержки НТВ президентом он стать не сможет. О разговоре Владимира Путина и Владимира Гусинского упомянул Евгений Киселёв в 2023 году, тем самым подтвердив наличие той беседы
НТВ тем временем всячески осуждал боевые действия в Чечне, заявлял о невозможности решения проблемы силовым путём (при этом чуть ранее, на начальном этапе войны канал отзывался о её ходе скорее одобрительно и стал больше взаимодействовать с официальным армейским пресс-центром). По факту показа критических репортажей о войне в адрес телеканала поступали угрозы о запрете его съёмочным бригадам на работу в распоряжении штаба российской армии, периодически также создавались препятствия при проведении съёмок. Телекомпания отказалась поддерживать какие-либо партии и каких-либо кандидатов на парламентских выборах 1999 года и на президентских выборах 2000 года. Некоторыми источниками утверждалось, что симпатии НТВ на тех выборах будут отданы только блоку ОВР и «Яблоку», но Евгений Киселёв этот факт впоследствии опроверг: «Это такая история, которая была запущена для того, чтобы выставить НТВ врагом всего прогрессивного человечества. В действительности решение было принято ещё в июне 1999 года, что никого мы не поддерживаем, ни Лужкова, ни Примакова» (о том же говорил и Владимир Гусинский). По окончании выборов жёсткая критика действующих российских властей в эфире программ НТВ также продолжилась.
Спустя несколько дней после инаугурации Путина, 11 мая 2000 года сотрудники Генпрокуратуры, ФСБ и ФСНП России произвели обыски в центральных офисах холдинга Гусинского «Медиа-Мост» в связи с уголовным делом, возбуждённым в отношении холдинга 26 апреля по статьям 137 (нарушение неприкосновенности частной жизни), 138 (нарушение тайны переписки) и 181 (незаконное получение и разглашение сведений, составляющих коммерческую или банковскую тайну) Уголовного кодекса РФ. 16 мая 2000 года в связи с обысками был создан Общественный совет НТВ, возглавленный Михаилом Горбачёвым.
13 июня 2000 года Владимир Гусинский был задержан Генеральной прокуратурой РФ как подозреваемый в мошенничестве, в котором фигурировали холдинг Гусинского «Медиа-Мост», ООО «Русское видео — 11-й канал» и ФГУП «Русское видео». «Медиа-Мост» был в то же время вовлечён в спор о займе, полученном от «Газпрома».
16 июня Гусинский был отпущен на свободу и в тот же день выступил в программе «Глас народа», где рассказал, что ему предлагали компромисс с властью, заключавшийся, в частности, в закрытии «Кукол» и замене гендиректора канала Киселёва на Добродеева. Вскоре он покинул Россию, переехав в Испанию. По утверждению Гусинского (косвенно подтверждаемому решением ЕСПЧ), он был выпущен в обмен на подписание некого документа («протокол № 6») с министром печати Михаилом Лесиным. По этому соглашению Гусинский должен был передать активы «Медиа-Мост» в счёт погашения долга перед «Газпромом» по кросс-дефолту долговых обязательств перед иностранным банком Credit Suisse First Boston. «Медиа-Мост» отказался подчиниться соглашению.
В то же время НТВ очень жёстко выступало по взрыву в Пушкинском переходе и трагедии подводной лодки «Курск», чем Владимир Путин был недоволен. При этом, по озвученному в нескольких статьях мнению телекритика Юрия Богомолова, на НТВ того времени в отдельные дни перестали поспевать за освещением крупномасштабных событий, происходящих в мире (например, свержения Милошевича в Югославии в октябре 2000 года или же авиаударов США по Багдаду в феврале 2001 года, когда по каналу вообще не транслировались специальные выпуски новостей), а непосредственно в сетке вещания передачи с критикой действующих властей и специальных служб могли соседствовать с советскими художественными фильмами и сериалами о деятельности КГБ СССР вроде тетралогии о резиденте или «ТАСС уполномочен заявить».
29 января 2001 года происходит встреча журналистов НТВ с президентом Российской Федерации по инициативе журналиста Светланы Сорокиной. На встрече присутствовали пресс-секретарь Президента РФ Алексей Громов и заместитель руководителя администрации президента Владислав Сурков. В ходе встречи журналисты просили перестать вызывать их в прокуратуру по делу «Медиа-Моста» и не оказывать давление на работу информационной редакции телекомпании. По заявлениям журналистов телекомпании после встречи и в последствии многих лет речь шла о переходе журналистского коллектива полностью под влияние правительства РФ, с оставлением за ними всех рабочих мест и передач, в обмен на контроль информационной повестки.
3 апреля 2001 года на собрании акционеров телекомпании НТВ в здании «Газпрома» произошла смена руководства телекомпании. Генеральным директором телекомпании НТВ стал Борис Йордан, председателем совета директоров — Альфред Кох, главным редактором — Владимир Кулистиков. В творческом коллективе НТВ произошёл раскол. Ряд ведущих журналистов во главе с Киселёвым (Виктор Шендерович, Владимир Кара-Мурза, Михаил Осокин, Марианна Максимовская) отказались признавать решение собрания акционеров, заявляя, что финансовое давление нагнетается пришедшей в Кремль в 2000 году командой Владимира Путина, которая часто была объектом критики НТВ. На протяжении нескольких дней они не допускали в студию НТВ представителей ОАО «Газпром-Медиа», продолжая вещание, но исключив из сетки вещания все программы, кроме информационных, а также рекламы (весь день вместо обещанных передач транслировались просто пустые коридоры и студии). В поддержку протестующих журналистов прошёл митинг, организованный партией «Яблоко». Другая часть сотрудников, в том числе Татьяна Миткова, Леонид Парфёнов и Алексей Пивоваров, не поддержали их и не выходили на работу в течение недели. Вещание телеканала на некоторое время было переведено на круглосуточный режим.
В ночь с 13 на 14 апреля 2001 года представители «Газпрома» заменили охрану на восьмом этаже, занимаемом НТВ, и аннулировали старые пропуска, допустив в помещение только сотрудников, признавших новое руководство. На НТВ в это время не было генерального директора Евгения Киселёва, который встречался в Испании с Владимиром Гусинским, а впереди было два выходных дня, что затрудняло обращение в суд.
16 апреля 2001 года был создан редакционный совет НТВ. В него вошли Миткова, Кулистиков, Леонид Парфёнов, ведущие новостей телеканала Кирилл Поздняков и Пётр Марченко, корреспонденты НТВ Вячеслав Грунский, Юрий Липатов, Борис Кольцов, Владимир Кондратьев, Алексей Пивоваров, Александр Зиненко, Александр Колпаков, Александр Хабаров, шеф-редактор программы «Криминал» Владимир Золотницкий. Кредиты НТВ перед «Газпромом» после смены руководства были реструктуризированы, все обвинения с Гусинского были сняты по заключенному соглашению. После уезда из России за Гусинским остаётся только телеканал НТВ-International, поскольку он не являлся частью «Медиа-Моста», а принадлежал компании «Интер ТВ». В сентябре 2001 года, НТВ как поставщик телепередач для НТВ-International отказывается от продления контрактов и взаимодействий с «Интер ТВ» Владимира Гусинского.
Многие ведущие журналисты покинули компанию и перешли вместе с Киселёвым сначала на ТНТ, а через месяц — на ТВ-6 по приглашению владельца канала Бориса Березовского. Бо́льшая часть передач перешла на шестую телевизионную кнопку, а некоторые телепередачи перешли на «ОРТ». При этом многие неполитические и второстепенные программы канала после событий 14 апреля всё же остались в эфире на «новом» телеканале НТВ, с теми же или другими ведущими. По словам гендиректора НТВ Бориса Йордана, потеря основного программного и сериального продукта, проданного на телеканал ТВ-6 весной 2001 года, вызвала большие проблемы в вещании телеканала.
Параллельно, 14 мая 2001 года у телеканала истекли права на показ ряда зарубежных кинофильмов, а часть программ «старого» НТВ после смены руководства возобновила выход в эфир с оригинальными выпусками. Затем в разное время они будут окончательно закрыты. Оформление старого НТВ с 14 апреля по 9 сентября 2001 года оставалось в силе.
После ухода с НТВ некоторых ведущих их место в информационной программе «Сегодня» заняли оставшиеся в телекомпании сотрудники (в основном — бывшие корреспонденты информационных программ), среди которых были Антон Хреков, Александр Хабаров, Евгений Борковский, Денис Солдатиков, Юрий Липатов, Наталья Забузова. Одновременно с этим многие эфирные, закадровые и руководящие должности на канале постепенно начали занимать бывшие сотрудники «МНВК» и её канала ТВ-6, которые ушли с него после перехода туда части команды старого НТВ, поскольку работа всех служб НТВ, кроме информационной, после событий 14 апреля фактически оказалась парализована, а в некоторых подразделениях и вовсе оставалось только по одному человеку в штатном расписании.
Евгений Киселёв считает, что журналистской команде отомстили за организацию дебатов о взрывах жилых домов в рамках авторской программы Николая Николаева «Независимое расследование». На дебатах выдвигалась точка зрения, согласно которой ФСБ причастна к организации попытки теракта в Рязани в то же время и по тому же сценарию, что и в Москве. Называются и другие причины, например, выпуск программы «Куклы», в котором Путин представлен не в лучшем свете.
Дмитрий Быков в контексте скандала со сменой собственника НТВ отмечал на страницах таблоида «Московская комсомолка»:

Все сколько-нибудь грамотные люди в стране знают, что у Гусинского есть две тактики. Первая — ложиться под сильнейшего: она была опробована осенью 1999 года, когда НТВэшники сделали ставку на блок ОВР… вторая тактика Гусинского — тактика самосожжения.

### 2001—2004 годы: новый облик телеканала

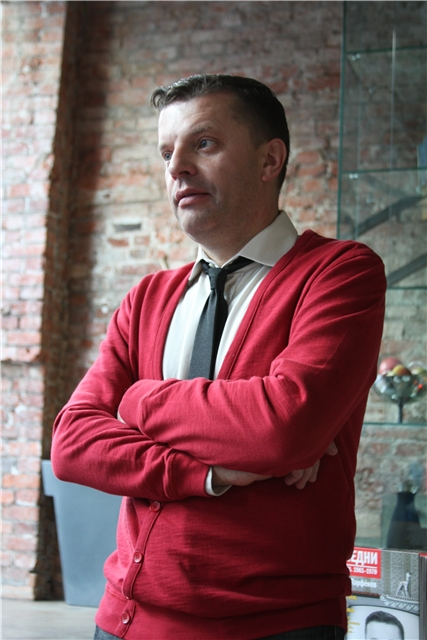
Леонид Парфёнов

#### 2001—2003
В результате собрания коллектива телеканала 25 апреля 2001 года новым главным редактором телеканала стала Татьяна Миткова, которую поддержали журналисты НТВ и снявший свою кандидатуру с голосования бывший главный редактор Владимир Кулистиков. 13 июля был переизбран Совет директоров НТВ, в который вошли Рем Вяхирев, Вячеслав Шеремет, Альфред Кох, Александр Казаков, Александр Резников, Евгений Киселёв, Сергей Скворцов, Владимир Кулистиков и Леонид Парфёнов. Однако дочерняя структура «Газпром-медиа» Leadville Investment Ltd. подала иск о признании недействительным собрания акционеров. 17 сентября вместо Киселёва и Скворцова в состав Совета директоров вошли Владилен Арсеньев и Михаил Шмушкович, и Совет вернулся к составу, избранному на собрании 3 апреля, а 20 сентября был удовлетворён иск Leadville Investment.
Летом 2001 года «Газпром» пытался продать канал, содержание которого обходилось в 7 миллионов долларов в месяц. На покупку акций НТВ претендовали «Дойче банк», «Альфа-Групп», Международный промышленный банк.
10 сентября 2001 года на канале начался новый сезон под слоганом «НТВ — Новое Теле Видение». Были изменены не только графическое оформление и студийные декорации, но и практически вся сетка вещания. За подготовку основной части передач того сезона отвечал главный продюсер Александр Олейников, который перешёл на НТВ с канала ТВ-6 в результате развития событий вокруг обоих каналов, проходивших весной 2001 года.
В октябре 2001 года Альфред Кох ушёл с поста президента «Газпром-медиа», и его место занял Борис Йордан, который совместил пост генерального директора НТВ с постом президента «Газпром-медиа». В этом же месяце пост главного продюсера телеканала занял Сергей Шумаков (ранее был продюсером просветительских программ ОРТ), в то время как Олейников был смещён на должность программного директора. В марте 2002 года последний увольняется с НТВ по собственному желанию, должность программного директора занимает Алексей Ефимов, ранее также работавший на ОРТ директором Дирекции оформления эфира. Примерно в это же время возобновился отток кадров с НТВ на ВГТРК: вслед за Владимиром Кулистиковым из телекомпании на государственный канал «Россия» ушло ещё несколько сотрудников (в основном, корреспондентов) из её старого состава.
Одновременно телеканал также испытывал проблемы с продлением лицензии на осуществление телевизионного вещания — в течение 2001—2002 годов ему было вынесено несколько предупреждений из Минпечати. Суть данных предупреждений сводилась к событиям апреля 2001 года, когда канал вместо объявленных по программе передач показывал пустые коридоры и студии, и несвоевременному показу эротических фильмов. Также среди возможных причин упоминаются сюжеты из программы «Намедни»: материал о книге Строуба Тэлботта, в которой рассказываются скабрёзные подробности о жизни президента Ельцина и репортаж «Синий пояс России» — о появлении в стране, помимо «красного», ещё и «голубого» пояса, по типу чекистских погон. В июне 2002 года лицензия НТВ была продлена — эфир был сохранён на пять лет. Случаев цензурирования попадавших в эфир телеканала информационных материалов и передач, по крайней мере ставших достоянием общественности, в период руководства Йордана на канале практически не было, но некоторые отмечали, что общий тон информации по чеченским событиям всё же поменялся.
Параллельно международные версии канала НТВ выкупили у ТНТ скандальное ток-шоу «Окна» с Дмитрием Нагиевым, трансляция которого на «NTV International» началась 29 июля 2002 года, а на «НТВ Мир» — 1 января 2003 года.
В октябре 2002 года телеканал активно освещал события, связанные с трагедией в театральном центре на Дубровке. Журналисты НТВ, среди которых были Борис Кольцов, Сергей Дедух и операторы Валерий Шебанов и Антон Передельский, были допущены в захваченное террористами здание театрального центра и записали интервью с Мовсаром Бараевым. Широкий общественный резонанс получили выпуски программ «Намедни» Леонида Парфёнова (в программе была показана расшифровка беззвучной видеозаписи совещания президента Путина с силовиками, сюжет Асет Вацуевой о судьбах чеченских женщин, а также репортаж с родины Мовсара Бараева) и «Свобода слова» Савика Шустера на ту же тему (в ходе передачи родственники заложников неодобрительно высказывались о деятельности властей и президента Путина).
Освещение на НТВ октябрьских событий вызвало наибольшее недовольство в Кремле. Спустя несколько месяцев после этого, в январе 2003 года Борис Йордан был уволен и из НТВ, и из «Газпром-медиа», а его два поста 22 января занял Николай Сенкевич.

#### 2003—2004
Назначение Николая Сенкевича было встречено в штыки коллективом телеканала. Через восемь дней после назначения Сенкевича правление телекомпании НТВ (рабочий орган, состоявший из директоров служб телеканала и его ведущих журналистов) выразило недоверие новому руководителю, что не было принято во внимание руководством канала, и, по некоторым сообщениям, опровергнутым Парфёновым, ультимативно потребовало назначить гендиректором НТВ Владимира Кулистикова. Отторжение сотрудников телекомпании вызвало и первое кадровое решение Сенкевича, согласно которому заместителем гендиректора по информационному вещанию стал близкий «Первому каналу» Алексей Земский и которое было названо Парфёновым «вопиющей некомпетентностью», поскольку Земский «не имеет к информации никакого вообще отношения». Правление обратилось с открытым письмом к «Газпрому» и к министру печати России Михаилу Лесину, всячески настаивая на встрече с председателем правления «Газпрома» Алексеем Миллером. После встреч с Лесиным и Миллером в отпуск на три месяца ушёл Парфёнов, вместе со всем коллективом программы «Намедни». После отказов Митковой и Григория Кричевского, первого заместителя гендиректора ТВС, занять пост Земского, на эту должность был назначен работавший на НТВ с 1993 по 2001 год Александр Герасимов. Заместителем главного редактора службы информации был назначен Пётр Орлов (ранее занимал одну из руководящих должностей на «Первом канале»). Сенкевичем была введена служба дежурных редакторов, которые, по сообщениям, определяли информационную политику канала и осуществляли его самоцензуру. Телеканал покидают некоторые его руководители, в том числе главный продюсер Сергей Шумаков, программный директор Алексей Ефимов, руководитель службы кинопоказа Сергей Фикс и первый заместитель генерального директора Рафаэль Акопов.
При Сенкевиче состоялось частичное, но кратковременное воссоединение творческого коллектива НТВ, оказавшегося в апреле 2001 года по разные стороны баррикад. После ликвидации ТВС (так стал называться шестой телеканал с июня 2002 года) в июне 2003 года ряд сотрудников канала перешли на другие телеканалы («Первый канал», «Россия», REN-TV, RTVi и другие), на «Эхо Москвы». Но бо́льшая часть сотрудников решила вернуться или же впервые перейти на работу на НТВ. Помимо многих ведущих журналистов, с ТВС на НТВ также перешли Кирилл Набутов, назначенный на пост главного продюсера, Олег Точилин, вновь ставший программным директором телеканала, и Людмила Бродская, которая стала заместителем гендиректора по программированию.
Назревал конфликт между вернувшимся из отпуска Леонидом Парфёновым и новым руководством. Появлялись сведения, что в июле 2003 года «Страна и мир» авторства Парфёнова будет отправлена в отпуск, из которого не выйдет, но тогда информация не подтвердилась. В ноябре из «Намедни» Николаем Сенкевичем был изъят сюжет о книге «Байки кремлёвского диггера» Елены Трегубовой, о чём журналист объявил прямо в эфире программы. Похожая история произошла в мае 2004 года, когда ведущий поставил в свою программу интервью со вдовой чеченского сепаратиста Зелимхана Яндарбиева. Главный редактор НТВ Александр Герасимов издал приказ, запрещающий транслировать этот сюжет, уже увиденный азиатской частью страны, в европейском эфире, по просьбе российских спецслужб, чтобы не повлиять на процесс над российскими гражданами, подозреваемыми в этом убийстве. Парфёнов отказался выполнять указание и опубликовал текст приказа в газете «КоммерсантЪ». Там же был опубликован полный текст интервью. В руководстве сочли это нарушением корпоративной этики, и 31 мая 2004 года программа «Намедни» была закрыта, а самого Парфёнова уволили с НТВ.
Отношения между остальным коллективом НТВ и его руководством также оставались напряжёнными. В феврале 2004 года был серьёзно (50-70 человек) сокращён штат службы информации канала, что СМИ связывали с подготовкой НТВ и других активов «Газпром-Медиа» к продаже или же с нежеланием ссориться с властями в дальнейшем. Штат телекомпании в тот период составлял 1000 человек, ещё 500 сотрудников работали по договорам.
Сетка вещания
Облик и тематика эфира НТВ после изменения руководства и собственника значительно изменились. При новом собственнике основным «лицом» канала стал Леонид Парфёнов. Под его руководством на канале был выпущен целый ряд документальных программ, посвящённых истории России — «Намедни 1961—2003: Наша эра» (продолжение программы «Намедни 1961—1991», ставшая её полной версией), «Российская Империя», чуть ранее — «Живой Пушкин». Программы были отмечены премиями ТЭФИ.
На смену ушедшим с НТВ программам «Итоги», «Глас народа» и «Независимое расследование» пришли альтернативные программы — «Намедни» Леонида Парфёнова, «Свобода слова» Савика Шустера и «Внимание, розыск!» Олега Черткова. В сезоне 2001—2002 годов появилось большое количество новых телепроектов преимущественно развлекательного характера, запущенных при непосредственном участии главного продюсера Александра Олейникова: ток-шоу «Продолжение следует», «Просто Марина» и «Гордон», телеигры «Алчность» и «Своя игра» (последняя передача ранее выходила на НТВ в 1997—1999 годах), документальный цикл «В поисках утраченного», юмористическое шоу Елены Степаненко «Кышкин дом» и другие. Одновременно стало постепенно расширяться время для программ, сериалов и фильмов криминального характера российского и зарубежного производства.
Зимой 2001—2002 годов из-за финансовых затруднений телеканал был на грани закрытия, в результате чего он отказался от производства новогоднего шоу. Большинство передач, появившихся под началом Олейникова на НТВ, были негативно восприняты телевизионной критикой и затем закрыты из-за низких рейтингов. Несмотря на это, весной 2002 года рядом печатных изданий отмечалось то обстоятельство, что к началу апреля 2002 года новая команда менеджеров, начавшая свою деятельность годом ранее с обескровленного творческого коллектива, почти что пустой сетки вещания, отсутствия новых фильмов, а ещё позже — и с рейтинговых неудач ряда проектов уже ушедшего с канала Олейникова, сумела вернуть канал на прежние позиции.
В июне 2002 года телеканал в рамках перехода на принципиально новую сетку вещания начинает реконструкцию своего эфира, в ходе которой лишается нескольких передач, включая «Путешествия натуралиста», «Дог-шоу», «Криминальная Россия», «Большие деньги» и так далее. В то же время канал испытывал проблемы с заключением нового контракта для трансляции матчей футбольной Лиги чемпионов, который был заключён ещё при старом руководстве в 1997 году — телеканал ссылался на низкие рейтинги трансляций и заявлял, что условия нового контракта для него кабальные. Впоследствии телеканалу удалось заключить новое соглашение с УЕФА на показ трансляций с 2003 по 2006 год, но уже на менее выгодных для него условиях.
Сезон 2002—2003 для телеканала стал переломным. В этот период канал начал более активный показ телесериалов как российского, так и зарубежного производства (чуть ранее, в феврале 2002 года телеканал вернул себе права на показ 22 телесериалов, которые потерял весной 2001 года при переходе большей части сотрудников на канал ТВ-6). Программа «Сегодня» стала выходить в эфир каждый час, а с февраля 2003 года вместо вечернего десятичасового выпуска программы «Сегодня» стала выходить в эфир программа «Страна и мир».
Сезон 2003—2004 годов проходил для телеканала неудачно. Некоторые передачи, запущенные под началом нового главного продюсера Кирилла Набутова, не показали достаточно большого зрительского интереса, и НТВ начал теснить ближайший конкурент в лице развлекательного телеканала СТС. Телекритики стали часто указывать на постепенное отступление телеканала от прежней интеллектуально ориентированной концепции вещания, а также негативно восприняли запуск в эфир НТВ таких передач, как «Фактор страха» или «Ночные музы». Несмотря на все негативные тенденции, в выходные и праздничные дни сетка вещания НТВ всё же продолжала серьёзно отличаться от аналогичной у государственных каналов более «серьёзным» программным наполнением. В такие дни на канале транслировалось большое количество информационных, документальных, публицистических программ, сериалов, российских и зарубежных кинофильмов, а развлекательным программам и концертам сознательно отдавалось меньшее время в эфире — ввиду их малой популярности среди целевой аудитории тогдашнего НТВ.
Информационная политика НТВ времён Сенкевича и Александра Герасимова также ещё продолжала отличаться от аналогичной у «Первого канала» и «России». В эфир продолжали попадать видеосюжеты о деятельности оппозиционных организаций и партий, транслироваться оперативные прямые включения с крупномасштабных чрезвычайных происшествий в России вроде обрушения «Трансвааль-парка», пожара в Московском Манеже, совпавшего по времени с подсчётом голосов на выборах президента России 14 марта 2004 года, или теракта в Грозном 9 мая 2004 года, в результате которого погибли президент Чечни Ахмат Кадыров и председатель республиканского парламента Хусейн Исаев. Аналитики связывали тогдашнюю «фрондёрскую» позицию НТВ с желанием компании вернуть себе ту аудиторию, что была потеряна после событий 2001 года и тогда же переключила своё внимание на шестой канал. При этом же начал ужесточаться контроль за материалами корреспондентов. Увеличилось число репортажей, снятых с телеэфира по личному распоряжению самого Александра Герасимова как главного редактора канала.

### 2004—2013 годы: эпоха Владимира Кулистикова. Криминально-таблоидная тематика

#### 2004—2007
Вскоре после увольнения Леонида Парфёнова сам Николай Сенкевич был назначен на пост генерального директора «Газпром-медиа» и покинул НТВ. Его место занял Владимир Кулистиков. После «некоторых раздумий» Кулистикова была закрыта передача «Свобода слова» Савика Шустера, который возглавил созданную дирекцию документального кино, и «Личный вклад» Александра Герасимова, ушедшего с телеканала. Должность заместителя гендиректора НТВ по информационному вещанию, освобождённую Герасимовым, заняла Татьяна Миткова, однако перед ней было поставлено условие: она покинет эфир телеканала.
Программным директором телеканала вместо Олега Точилина стал Евгений Кучеренко, ранее работавший на аналогичной должности в ВГТРК. Был освобождён от должности заместителя гендиректора по производству Алексей Земский. Главным продюсером канала стал Александр Левин, занявший место Кирилла Набутова, оставшегося работать на НТВ. Также на НТВ вернулся Юрий Шалимов, который возглавил отдел правовых программ телеканала, позже преобразованный в Дирекцию правового вещания (ранее был ведущим программы «Криминал» и руководил программой «Вести. Дежурная часть»), заменив на этой должности Владимира Золотницкого. В феврале 2005 года дирекции кинопоказа и документального кино перестают существовать, и их руководители покидают канал. В мае, через год работы на НТВ, Левин подал в отставку, и руководство канала приняло решение упразднить должность главного продюсера и передать управление телевизионными проектами Кучеренко.
Отношения между руководством НТВ и другими сотрудниками, в том числе и из старого состава команды канала, также оставались напряжёнными. Программа «Страна и мир» в декабре 2004 года временно лишилась одного из своих ведущих Алексея Пивоварова, который позволил себе саркастические комментарии в адрес руководства канала по поводу назначения Леонида Парфёнова главным редактором «Русского Newsweek». После возвращения Пивоварова программа была переименована в «Сегодня в 22.00» и в 2005 году была закрыта. Осенью 2005 года в СМИ появлялись сообщения о разногласиях Татьяны Митковой с ведущими новостных программ. В течение первой половины 2006 года НТВ покидают Михаил Осокин, Юлия Панкратова, Василий Арканов, Евгений Борковский, Алексей Суханов, Анна Шнайдер, Асет Вацуева, Борис Кольцов и Павел Лобков. Из новостных программ ушёл Антон Хреков. В эфире его сменил Александр Яковенко. Таким образом, из четырёх человек (Алексей Пивоваров, Хреков, Панкратова, Вацуева), начинавших работать в программе «Сегодня» при приобретении ей формата «Страны и мира», в эфире в начале сезона 2006—2007 годов остался только Пивоваров, который слухи о своём увольнении опроверг. Асет Вацуеву чуть позже заменила Лилия Гильдеева.
Весной 2007 года НТВ и ТНТ покинули состав учредителей Академии российского телевидения, её членами также перестали быть Татьяна Миткова и Владимир Кулистиков. Таким образом, НТВ потерял право выдвигать своих сотрудников в номинанты премии «ТЭФИ». За год до этого телекомпания не получила «ТЭФИ» ни за одну произведённую ей программу. Уход из Академии НТВ и свой личный уход Кулистиков не обосновал, а Миткова покинула её из-за, по её мнению, проявленной академиками недобросовестности при предварительном отборе номинантов премии.
Тем не менее, журналисты НТВ дважды — в ноябре 2006 года и в июне 2007 года — оказывались в числе награждённых президентом Владимиром Путиным государственными наградами «за большой вклад в развитие отечественного телевидения и многолетнюю плодотворную работу». Среди прочих, орден Почёта получил Владимир Кулистиков, ордена Дружбы — Татьяна Миткова, Владимир Кондратьев, Оксана Пушкина и Владимир Соловьёв, многие сотрудники канала получили медали ордена «За заслуги перед Отечеством» I и II степеней.

#### 2007—2009
В июне 2007 года Кулистиков заявил о том, что НТВ в течение 2004—2007 годов постоянно увеличивал свою прибыль и самостоятельно покрывает свои долги, благодаря чему не нуждается в постоянном финансировании «Газпром-медиа» и планирует возвести собственный телецентр в Останкино. Проектное предложение по 15-этажному зданию было одобрено в январе 2009 года, а прибыль телекомпании в 2008 году оказалась равной 716,5 миллионам долларов. Постройка здания телецентра канала была вновь разрешена правительством Москвы в апреле 2012 года.
В июне 2009 года новым программным директором НТВ Александром Нечаевым было объявлено о переходе канала к содержательному дневному вещанию, и его слова подтвердились запуском нескольких новых передач. По итогам сезона руководители пяти телеканалов похвалили работу НТВ, особо отметив успех сериала «Глухарь», который Константин Эрнст назвал лучшим телесериалом сезона. Владимир Кулистиков выделил на своём канале работы вернувшегося в 2008 году Павла Лобкова и новый проект Антона Хрекова «НТВшники», однако раскритиковал сетку юмористического вещания.

#### 2010—2011
В сентябре 2010 года в вечерний прайм-тайм НТВ показал выпуск программы «ЧП. Расследование» о Юрии Лужкове под названием «Дело в кепке». Фильм, снятый за одни сутки, обсуждался высшим советом «Единой России». Кулистиков заявил о готовности доказать достоверность фактов, представленных в фильме. После трансляции ещё двух сюжетов похожей тематики на «Первом канале» и «России-1», а также ещё одного, более рейтингового, репортажа НТВ «Дорогая Елена Николавна» о жене Лужкова Елене Батуриной Лужков потерял пост мэра Москвы.
В мае 2011 года с эфира программы «Центральное телевидение» Владимиром Кулистиковым был снят сюжет о сокамернике Михаила Ходорковского Александре Кучме. Однако сюжет о Ходорковском, ставший первым за несколько лет, был показан в этой программе в воскресный прайм-тайм 29 мая. Ещё один сюжет передачи — о похищениях и пытках в Чечне — уже в новом сезоне был «отправлен на доработку», хотя некоторые источники утверждали, что причиной невыхода репортажа стало личное распоряжение Кулистикова.

#### 2011—2013
Широкое освещение получили в СМИ действия НТВ в преддверии, в ходе и по окончании выборов в Госдуму 2011 года и президентских выборов 2012 года. 28 ноября 2011 года в офис ассоциации «Голос», сотрудники которой до этого уже дали два интервью телеканалу, ворвалась съёмочная группа во главе с корреспондентом Михаилом Ивановым. На его вопросы об источниках финансирования ассоциации её сотрудники отвечать отказались, а один из них, исполнительный директор Григорий Мельконьянц, снимал происходящее на мобильный телефон, в течение 7 минут 87 раз ответив Иванову вариациями фразы «НТВ — сурковская пропаганда». Фраза приобрела большую популярность в Интернете и в итоге попала в готовившийся телекомпанией фильм о «Голосе» «Голос ниоткуда», рассказывающий о деятельности ассоциации с негативной точки зрения. Мельконьянцем от лица «Голоса» были осуждены методы работы НТВ.
В ночь с 9 на 10 декабря 2011 года стало известно, что ведущий «Сегодня» Алексей Пивоваров отказался вести вечерний новостной выпуск 10 декабря, если в нём не будут освещены акции протеста, проходившие в России в этот день. Руководство НТВ опровергло подобные сообщения, а сюжет о митингах стал главным в 19-часовом выпуске «Сегодня». Несмотря на это, два репортажа, освещавших нарушения на парламентских выборах и реакцию на них в обществе, были сняты с эфира программ «Центральное телевидение» (в этой программе планировалось показать сюжет Павла Лобкова о фальсификациях на выборах) и «Профессия — репортёр», вместе с выпуском ток-шоу «Последнее слово» на эту же тематику. 22 января выпуск «Чистосердечного признания» с критической позиции рассказывал о новогодних каникулах оппозиционеров. В отдельные дни 2012 года в эфире НТВ могли соседствовать сюжеты и передачи как в поддержку российской оппозиции, так и направленные против неё (разные дирекции телеканала придерживались разных позиций относительно неё).
В 2012 году канал покинули несколько журналистов: руководитель праймового вещания Николай Картозия, работавшие под его началом Павел Лобков и Антон Красовский, Юлия Дежнова, Алексей Егоров, автор «Профессии-репортёр» Катерина Гордеева, шеф-редактор «Итоговой программы» Софья Гудкова, Павел Селин, Антон Хреков и ещё ряд закадровых сотрудников. Острую негативную реакцию вызвал показанный 16 марта 2012 года выпуск «ЧП. Расследование» «Анатомия протеста», обвинявший участников митингов зимы 2012 года в том, что они получали за это деньги. Сразу после показа передачи сайт телекомпании был атакован хакерами и несколько раз становился недоступным впоследствии. Показ «Анатомии протеста» стал поводом для проведения двух несогласованных митингов в Москве — 17 марта на Пушкинской площади и 18 марта у телецентра «Останкино». Прозвучали призывы к бойкоту телеканала. Разногласия журналистов канала с оппозицией продолжились в ходе московского «Марша миллионов» 6 мая 2012 года. Данные, изложенные в «Анатомии протеста», были впоследствии проверены ФСБ по запросу оппозиционера Алексея Навального, в результате, финансирование акций протеста из иностранных источников не было подтверждено. Опровержения на телеканале так и не последовало.
16 апреля 2012 года контракт НТВ с Владимиром Кулистиковым был продлён до 2016 года. Позже он объявил о том, что в будущем телеканал ждёт серьёзная реорганизация, а ряд журналистов — Александр Уржанов, Светлана Селина (шеф-редактор и продюсер «Центрального телевидения», соответственно), Катерина Гордеева — покинули канал из-за конфликта с ним. Уржанов до увольнения высказывал сомнения в общем качестве продукции, производимой телекомпанией, а «Анатомию протеста» назвал «позором». Ограничения, с которыми сталкивается журналистский коллектив НТВ при выполнении своих обязанностей, были упомянуты Алексеем Пивоваровым на встрече пяти ведущих российских телеканалов с Дмитрием Медведевым. В мае 2012 года уволился ещё один сотрудник канала, который не был согласен с его прокремлёвской позицией — работавший в правовой редакции специальный корреспондент Константин Смирнов отказался искать компрометирующий российскую оппозицию материал для продолжения «Анатомии протеста» и уволился с НТВ.
По итогам 2012 года телеканалу НТВ впервые в истории удалось опередить по рейтингу «Первый канал». По результатам исследования компании TNS Gallup Media, среднесуточная аудитория телеканала в Москве с 28 января по 3 февраля 2013 года составила 14,2 % и по сравнению с другими телеканалами стал самым просматриваемым телеканалом за этот срок.
Сетка вещания
Сетка вещания НТВ, процесс формирования которой, по требованию Кулистикова, потребовал «заморозки» почти всех информационных проектов, была серьёзно обновлена. С конца августа 2004 года выпуски программы «Сегодня» стали идти каждые три часа, помимо этого, возобновился выход программы «Сегодня в полночь», её постоянным ведущим стал Евгений Борковский. С 12 октября 2004 года канал перешёл на круглосуточное вещание. Высказывалось мнение, что с уходом ведущих журналистов и закрытием ряда общественно-политических программ летом 2004 года НТВ начал заметно утрачивать прежние позиции и влияние и переходить к более развлекательной концепции вещания, поскольку в это же время на канале было расширено эфирное время для развлекательных программ и концертов, прежде менее представленных в программной сетке. Кроме того, после освещения в эфире НТВ событий в Беслане телеобозревателями стало отмечаться обстоятельство, что с приходом нового руководства на канале начали постепенно меняться стилистика, отбор и подача новостей в программах информационной службы: они стали более унифицированными и подогнанными под стандарты государственных каналов, тем самым, уже мало чем отличаясь от программы «Вести» на «России», за исключением программы «Страна и мир», позднее «Сегодня в 22:00».
Политика, проводимая главным продюсером НТВ Александром Левиным, была во многом связана с привлечением к работе на телеканале опытных кадров, работавших на старом НТВ, или же ТВ-6 и ТВС. Но его эксперименты оказались провальными: по состоянию на начало 2005 года почти ни один из его проектов не принёс ожидаемых на стадии запуска результатов.
В начале 2005 года вместо закрытых ранее информационно-аналитических программ стало выходить итоговое аналитическое ток-шоу «Воскресный вечер с Владимиром Соловьёвым», одним из авторов которого был Александр Левин.
В июле 2005 года телеканалу было вынесено повторное предупреждение от Росохранкультуры за показ эротических фильмов. На этот раз претензии сводились к несанкционированному показу полной версии фильма Тинто Брасса «Нарушая запреты» в октябре 2004 года. Официально телеканал имел лицензию на трансляцию этого фильма длительностью 68 минут, однако в телеэфире ленту показали с оригинальной продолжительностью в 1,5 часа, без купюр, со всеми сценами откровенного содержания. Другой причиной также называется показ каналом в феврале фильма Брасса «О, женщины!», вызвавший резонанс среди зрителей. Реакцией НТВ на предупреждение от государственного ведомства стал полный вывод из сетки вещания телеканала всей эротической кинопродукции на рубеже середины и конца 2000-х годов.
С сентября 2005 года 7-часовой вечерний выпуск программы «Сегодня» стали вести те же ведущие, что и программу «Страна и мир», одновременно в воскресном телеэфире появилась «Итоговая программа» с Кириллом Поздняковым. Михаила Осокина, который вёл выпуски «Сегодня» в 19:00, сначала «передвинули» в ночной эфир, а в январе 2006 года стало известно, что канал вообще убирает из сетки вещания ночной выпуск новостей, несмотря на достаточно хорошие рейтинги. После переговоров с Кулистиковым Осокин принял решение уйти с НТВ и продолжить работать на канале RTVi.
В сезоне 2005—2006 годов, по мнению «Коммерсанта», НТВ «сделал основную ставку на трэш и криминал». Тому доказательством явились высокие рейтинги программ «Чистосердечное признание», «Чрезвычайное происшествие», «Профессия — репортёр» и новой «Программы максимум» с Глебом Пьяных, а также криминальных сериалов российского производства, для которых было существенно расширено время. Впоследствии факт изменения концепции вещания и общего качества продукции также отмечался как телевизионными критиками, так и бывшими сотрудниками телеканала. Также, с 2006 года ими же стало часто высказываться мнение, что при Кулистикове информационная политика НТВ стала более приближена к официальной государственной и уже мало чем отличалась от аналогичной у «Первого канала» и телеканала «Россия».
Также, в январе 2006 года в эфире НТВ появился телесериал под названием «Зона», вызвавший противоречивые отзывы среди зрителей и общественности. В частности, 15 февраля 2006 года на выступлении в Государственной Думе РФ министр обороны Сергей Иванов заявил, что «„Зона“ — это романтизация уголовного быта, которая разлагает армию и порождает дедовщину». Критиковалась также излишняя детальность сериала, погружавшая зрителей в тюремный быт. Первые серии «Зоны» прошли в эфире НТВ в прайм-тайм с понедельника по пятницу — с рейтинговыми показателями, значительно опережавшими другие проекты канала. Месяц спустя, в феврале 2006 года, на волне общественного резонанса и огромного количества претензий со стороны телезрителей, сериал переместили на поздний вечер воскресенья без дневных повторов.
В сезонах 2006—2007 и 2007—2008 годов окончательно завершилось формирование новой концепции вещания канала, в которой основной приоритет отдавался программам и сериалам о криминале, а также телепроектам в духе «жёлтой прессы», связанным со скандалами и смакованием пикантных подробностей из жизни простых людей и звёзд. Продолжились снятия с эфира сюжетов журналистов НТВ. Новая программа Антона Хрекова «Главный герой» уже во втором выпуске лишилась сюжета о детстве Романа Абрамовича, а чуть позже — рассказа об убитом Магомеде Евлоеве. В «Русских сенсациях» не был показан сюжет о Владимире Жириновском, не появился на экранах авторский фильм-репортаж Андрея Лошака «Теперь здесь офис» из цикла «Профессия — репортёр» о застройке Москвы. Продолжились трудности с показом репортажей Лошака и в 2009 году: его сюжет о московских гастарбайтерах был сочтён руководством низкорейтинговым, и его съёмки были приостановлены.
В этот период основные рейтинги телеканалу приносили проекты, которые производила Дирекция праймового вещания НТВ под руководством Николая Картозии. Выпуски «Программы максимум» и «Профессии — репортёр» проходили с долей более 30 % и часто выводили канал в лидеры субботнего прайма. Лидерами таймслота 21:00 по пятницам становились музыкальное шоу «Ты суперстар!» (шло в 2007 году) и журналистские расследования Алексея Егорова (ранее — корреспондента программ «Криминал», «Сегодня», «Намедни» и «Максимум») «Истории всероссийского обмана». Лучшие выпуски последнего проекта пришлись на 2009—2010 годы с долей выше 20 %, при доле канала в 2009 году — 14,7 %. Телевизионная критика с положительных сторон отмечала журналистов, работавших над программами праймового вещания: Вадима Такменёва, Антона Хрекова, Павла Селина.
В декабре 2007 года Союз журналистов России пожаловался на программу «Реальная политика» Глеба Павловского, в которой было сатирически показано, как Михаил Касьянов выбирает Союз журналистов как источник покупки им голосов для президентских выборов После выборов «Реальная политика» и «Воскресный вечер» Соловьёва закрылись как выполнившие свои задачи в предвыборном году, хотя официально НТВ не участвовал в агитации (то есть не предоставлял партиям и кандидатам эфирного времени) ни перед президентскими, ни перед парламентскими выборами. При этом Павловский заранее заявил о своём уходе после инаугурации нового президента.
В мае 2008 года стало известно о возвращении на НТВ с сезона 2009—2010 годов трансляций матчей Лиги чемпионов УЕФА, ушедших с канала в 2006 году (тогда эфирным бродкастером турнира стал канал «Спорт»). Кроме того, НТВ приобрёл у «НТВ-Плюс» сублицензию на показ матчей Лиги Европы и Суперкубка УЕФА.
В начале сезона 2010—2011 годов появилась информационно-развлекательная программа «Центральное телевидение» с Вадимом Такменёвым, выходившая напротив воскресного «Времени» на «Первом канале», что не помешало доле лучших выпусков доходить до 21,6 %. В феврале 2011 года права НТВ на показ футбольных еврокубков — Лиги чемпионов, Лиги Европы и Суперкубка УЕФА — были продлены до 2015 года, при этом число игр, показываемых не только на «НТВ-Плюс», но и на НТВ, планировалось увеличить. Помимо этого, с июля 2012 года зарубежная и советская кинопродукция на телеканале стала выходить крайне редко, чаще всего в позднее время.
В ноябре 2012 года произошёл скандал, связанный с прекращением трансляции «Своей игры» из-за низких рейтингов. Телеканал НТВ не продлил контракт с производителем передачи — «Студией 2В». Однако, благодаря телезрителям программа осталась в сетке вещания, а также было принято решение о том, что в 2013 году произойдёт смена программной политики. Так, программный директор телеканала Александр Нечаев заявил о том, что с 2013 года телеканал откажется от производства некоторых передач, в том числе и «Программы максимум». Однако в свете произошедшего скандала Максим Галкин в своей дебютной статье «Свои игры с эфиром», опубликованной в «Комсомольской правде» 13 декабря 2012 года, подверг резкой критике программную политику НТВ.

### 2013—2020 годы: новые форматы. Алексей Земский и Тимур Вайнштейн

#### 2013—2015
17 апреля 2013 года канал перешёл на широкоэкранное вещание (16:9) в сетях цифрового вещания. НТВ стал вторым среди общефедеральных телеканалов, перешедшим на данный экранный формат. Также переход на широкоэкранный формат произошёл и у родственного канала — НТВ Мир.
Закрытие ряда телепередач отразилось на рейтинговых показателях телеканала — НТВ завершил телесезон 2012/2013 годов на третьем месте с рейтинговым показателем 14 %, пропустив вперёд своих ближайших конкурентов. В июне 2013 года стало известно о планах по обновлению эфира и снижению количества транслируемых на канале криминальных программ и сериалов. Эти планы частично подтвердились в сентябре того же года, когда канал запустил ряд передач развлекательного характера. По итогам телесезона 2013/2014 годов НТВ сохранил третью позицию с рейтинговым показателем 12,5 % (это на 1,5 % меньше, чем сезоном ранее). Телевизионные критики связывали падение рейтингов канала, прежде всего, с отсутствием у НТВ прав на трансляции с Олимпийских игр в Сочи, а также дискуссионных общественно-политических форматов по украинским политическим событиям (в частности, Евромайдану), которые приносили рейтинг другим телеканалам. Резко сократились и рекламные доходы телеканала, что было связано с полным исчезновением из эфира НТВ летом 2012 года рекламы пива, на которую он делал большую ставку.
В декабре 2014 года должность главного продюсера была возвращена. Её занял Данила Шарапов, ранее работавший директором Дирекции общественно-политического вещания «Первого канала» и продюсером ряда документальных фильмов на этом канале.
9 февраля 2015 года началось вещание телеканала «НТВ HD» в формате высокой чёткости. Телеканал «НТВ HD» стал очередным федеральным каналом Российской Федерации, который перешёл на формат высокой чёткости HDTV. Данное решение обеспечило более высокое разрешение и качество изображения транслируемых программ. Телеканал «НТВ HD» уже представлен в пакетах спутниковых сетей «НТВ-Плюс», «Триколор ТВ», «Ростелеком» и «Дом. Ru», а также в цифровых пакетах московских кабельных сетей, в частности, «АКАДО Телеком».
В марте 2015 года, в свете валютного кризиса в России, на НТВ начались серьёзные проблемы с финансированием и рекламой: компания была вынуждена сократить почти 10 % своих сотрудников и закрыть несколько собственных корреспондентских пунктов за рубежом. В частности, в течение первой половины года канал покинули несколько видных сотрудников, среди них ведущие выпусков новостей Андрей Ухарев и Елена Винник, а также корреспонденты Дмитрий Новиков, Дмитрий Погоржельский, Айрат Шавалиев, Руслан Гусаров, Николай Захаров, Андрей Григорьев, Нугзар Кереселидзе, Анастасия Литвинова и Константин Гольденцвайг. Уход Гольденцвайга с телеканала, а также предшествующее ему небольшое интервью немецкому телеканалу Phoenix, где журналист неодобрительно высказался о российской власти и Путине, вызвали огромный резонанс среди коллег в журналистском сообществе, в печатных и интернет-СМИ. На сайте НТВ же был выложен видеоролик под заголовком «Прощай, Костя!», полностью смонтированный из стенд-апов уволенного журналиста.
25 июня 2015 года завершено преобразование ОАО «Телекомпания НТВ» в АО «Телекомпания НТВ». Копирайт «ОАО „Телекомпания НТВ“» продолжал указываться в транслируемых на канале телепередачах до 31 октября 2015 года.

#### 2015—2020
22 июля 2015 года появились сведения о том, что Владимир Кулистиков собирается покинуть пост генерального директора НТВ. В это же время массовый уход видных персоналий из эфира телеканала, начавшийся ещё зимой, продолжился. Канал покинули несколько сотрудников, среди которых Софья Игнатова, Эвелина Блёданс, корреспонденты Георгий Гривенный и Антон Вольский.
В сентябре 2015 года телеканал был включён в санкционный список Украины. Санкции предусматривают блокировку активов и приостановление выполнения экономических и финансовых обязательств со стороны Украины.
В октябре 2015 года информация об уходе Кулистикова из телекомпании подтвердилась, и 21 октября новым генеральным директором стал Алексей Земский, в 2003—2004 годах работавший в телекомпании заместителем генерального директора и продюсером ряда передач на телеканале. В этот же день Владимир Кулистиков же занял должность советника генерального директора ВГТРК. По словам Кулистикова, он покинул телекомпанию по собственному желанию в связи с ухудшением здоровья.
23 октября 2015 года главным редактором телеканала была назначена Александра Костерина, с декабря 2014 года также занимающая должность заместителя генерального директора по информационному и общественно-политическому вещанию. Ранее функции главного редактора совмещал с должностью генерального директора Владимир Кулистиков.
1 декабря 2015 года произошла очередная кадровая перестановка: новым главным продюсером телеканала стал основатель продюсерской компании «ВайТ Медиа» и член Совета директоров «СТС Медиа» Тимур Вайнштейн. Перед Вайнштейном стоит задача кардинально изменить политику канала, а также расширить его аудиторию. В марте 2016 года телеканал покинул пришедший на канал ещё во времена Кулистикова программный директор Александр Нечаев. Официальная причина — истечение срока трудового договора. Через некоторое время Нечаев перешёл в ВГТРК, где занял аналогичную должность на телеканале «Россия-1».
8 июня 2016 года Ассоциация независимых региональных издательств (АНРИ) в связи с выходом на канале программы «Должники Госдепа», рассказывавшей о том, что региональные печатные издания и электронные СМИ якобы получают гранты от Госдепа США, начала акцию протеста против редакционной политики телеканала НТВ. Некоторые печатные издания решили маркировать программу передач НТВ тизером следующего содержания:
«Будьте осторожны! Под видом журналистских материалов на канале НТВ вы можете получить искажённую информацию или пропаганду»
10 октября 2018 года, к 25-летию НТВ была выпущена в свободное обращение тиражом 180 000 экз. почтовая марка — «Телекомпания НТВ». На ней изображён товарный знак телеканала.
Сетка вещания
Новый телесезон 2014/2015 НТВ начал с запуска информационного телешоу «Анатомия дня», ток-шоу «Список Норкина» и ещё нескольких проектов, не имеющих отношения к криминально-таблоидной тематике. Тогда же телеканал предпринял попытку возрождения показа зарубежного кино в вечернее время, запустив воскресную линейку «Время кино». В течение осени в рамках линейки транслировались такие фильмы, как «РЭД 2», «План побега», «Starперцы», «Любовь в словах и картинках», «12 лет рабства» и др. Ближе к концу года в рамках данной линейки стали показывать современные российские художественные фильмы преимущественно на военную или патриотическую тематику, что вызывало критику со стороны некоторых зрителей.
После начала валютного кризиса в России и одновременной реорганизации дирекций внутри телекомпании, в течение первых семи месяцев 2015 года из эфира по разным причинам исчезли программы, которые выходили на НТВ на протяжении долгого времени — «Сегодня: Итоговая программа», «Чрезвычайное происшествие: Обзор за неделю», «Профессия — репортёр» и лотерея «Золотой ключ», а также ток-шоу «Список Норкина» и запущенные в марте шоу «Кофе с молоком» и «Всё будет хорошо!». Вместо «Итоговой программы» стала выходить новая информационная программа бывшего ведущего передачи «ЧП» Марата Сетдикова под названием «Акценты недели». В начале телесезона 2015/2016 годов на НТВ был запущен ряд общественно-политических проектов. Помимо этого, на канал со своими передачами вернулись Дмитрий Назаров и Сергей Минаев, ненадолго — Лолита Милявская.
В ноябре 2015 года все футбольные трансляции были выведены из сетки вещания НТВ, права на их показ были переданы новому спортивному телеканалу «Матч ТВ». В конце декабря 2015 года на НТВ был возобновлён прерванный в середине 2012 года периодический показ советских фильмов и старого российского кино 1990-х—2000-х годов. В январе 2016 года многие передачи, транслировавшиеся осенью прошлого года, не вернулись в эфир. Среди них — итоговый аналитический проект журналиста Максима Шевченко «Точка», ток-шоу ведущей программы «Сегодня» Ольги Беловой «50 оттенков. Белова» и развлекательная передача «Время Г» с Вадимом Галыгиным. В эфире появилась новая информационная программа «Итоги дня», заменившая собой шоу «Анатомия дня», а также короткие минутные выпуски новостей в будние дни. Весной этого же года на телеканал в качестве ведущих временно вернулись Оксана Пушкина и Николай Фоменко.
С апреля по декабрь 2016 года выходил проект «Стрингеры НТВ», с помощью которого телезрители из разных уголков России могли снять сюжеты о самых интересных событиях или проблемах. Репортажи, подготовленные «народными корреспондентами», появлялись в передачах «Новое утро» и «Салтыков-Щедрин шоу», а вскоре и в информационных программах телеканала. В это же время проходило шоу «Звонок» с участием известных пранкеров Алексея Столярова и Владимира Кузнецова.
Телесезон 2016/2017 годов начался с появления в эфире НТВ передач разнообразных жанров: реалити-шоу «Экстрасенсы против детективов» и «Охота», сатирический проект «Международная пилорама» с Тиграном Кеосаяном и игровое шоу «Секрет на миллион» с Лерой Кудрявцевой. Кроме того, был возобновлён выход программ, транслировавшихся на НТВ в 1990-е годы — семейная телеигра «Устами младенца» и документальный сериал «Большие родители» с Константином Смирновым (их показ был в разное время прекращён). В декабре 2016 года свои новые воскресные информационно-аналитические передачи представили Ирада Зейналова (ранее — корреспондент и ведущая итоговой программы «Первого канала») и Александр Гурнов (в прошлом — ведущий информационных передач на телеканалах «РТР», «Спорт», «Russia Today»).
В первой половине 2017 года был запущен вокальный проект для воспитанников детских домов под названием «Ты супер!». После успеха телеконкурса и его стабильно высоких рейтингов в субботний прайм-тайм на протяжении показа проект был сразу продлён на второй сезон. Среди премьер второй половины телесезона 2016/2017 годов стоит отметить вновь перезапущенный утренний телеканал, который стал выходить под названием «Деловое утро НТВ», а также ток-шоу «Звёзды сошлись», в котором обсуждаются события из жизни знаменитостей. Кроме того, в апреле этого же года было закрыто ежедневное ток-шоу «Говорим и показываем» с Леонидом Закошанским, выходившее на НТВ около 5 лет. Это связано с новой стратегией телеканала на следующий телесезон — постепенным отказом от агрессивного и провокационного контента.
В телесезоне 2017/2018 годов состоялась премьера танцевального проекта «Ты супер! Танцы» с Александром Олешко и Ольгой Жук, на телеканал перешли музыкальное шоу «Квартирник НТВ у Маргулиса» (ранее на канале «Че» под названием «Квартирник у Маргулиса») и программа «Жди меня» (с «Первого канала»). В сентябре 2017 года была также предпринята очередная попытка возвращения иностранных кинофильмов в прайм-тайм — телеканалом были приобретены 3 фильма из пакета компании «Централ партнершип», выходившие в рамках линейки «Кино на грани»: «Ла-Ла Ленд», «Омерзительная восьмёрка» и «Гордость и предубеждение и зомби». Во второй половине телесезона на НТВ после большого перерыва была перезапущена телеигра «Брейн-ринг» с Андреем Козловым.

### 2020 — настоящее время

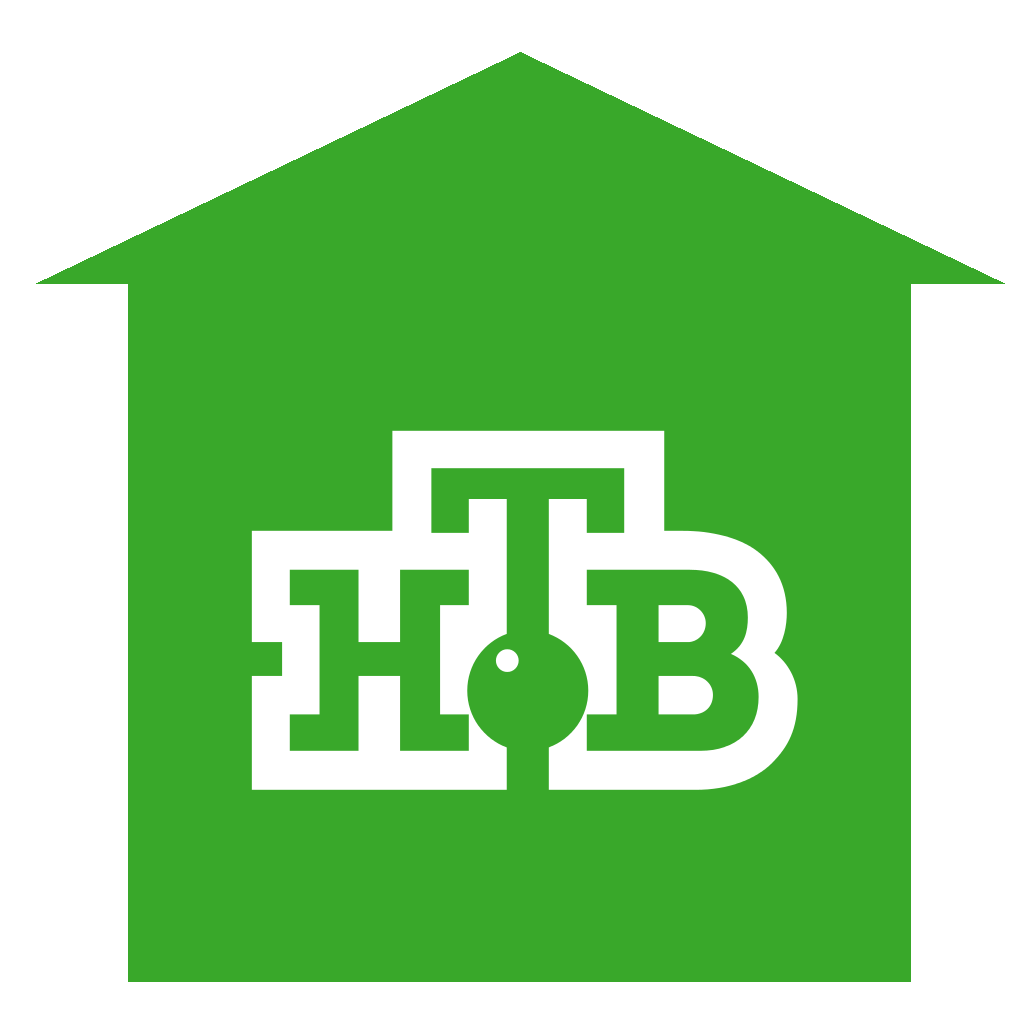
Логотип НТВ во время карантина в 2020 году

С 14 марта 2020 года, в связи с пандемией коронавируса в России, съёмки всех цикловых, линейных и политических ток-шоу телеканала, а также лотерейного шоу «У нас выигрывают!» и программ «Центральное телевидение», «Международная пилорама», «Первая передача» и «Своя игра», стали проходить без зрителей в студии. Из-за данных обстоятельств также был изменён ход правил музыкального шоу «Маска» (формат «Masked Singer»), премьера которого состоялась месяц назад. Некоторые другие передачи либо приостановили свой выход в эфир, либо перешли на удалённый режим (например, кулинарные программы «Поедем, поедим!» и «Готовим с Алексеем Зиминым»). Также были приостановлены съёмки сериалов. В период с 27 марта по 31 мая логотип НТВ, вне зависимости от идущего в эфире материала, был заключён в зелёную фигуру в форме дома, а в верхнем левом углу экрана был прикреплён хэштег «#сидимдома».
С 11 ноября 2020 года телеканал объявил о переходе на практически полное стереовещание, переведя в соответствующий формат производство и показ почти всех телесериалов, музыкальных программ и линейных ток-шоу, а также лайфстайл-программ, выходящих по выходным утром и днём. Стереозвучание не распространяется на новости, политические шоу, а также архивные записи программ и сериалов. На соответствующее звучание указывает плашка с текстом «Стерео» в левом верхнем углу, всплывающая на несколько секунд в начале эфира передачи или сериала, а также при выходе с рекламного перерыва.
В 2021 году приложение НТВ вошло в список приложений, обязательных для предустановки на продаваемые в России смарт-телевизоры с 1 апреля этого же года.
После начала российского вторжения на Украину НТВ, в отличие от «Первого канала» и «России-1», не стал убирать из сетки вещания развлекательные программы. В то же время канал покинули выступившие против вторжения на Украину ведущие Андрей Довгопол, Лилия Гильдеева и журналист Вадим Глускер. Впоследствии, по несвязанным с вторжением причинам телеканал в разное время покидают Антон Привольнов, Иосиф Пригожин, Ирада Зейналова и Сергей Соседов. В шоу «Квартирный вопрос» и «Дачный ответ» Довгопола заменила Виктория Панина, место Привольнова (затем Пригожина) в развлекательном шоу «Звёзды сошлись» и место Соседова в ток-шоу «За гранью» занял перешедший с «Первого канала» Тимур Еремеев, а Зейналову в программе «Итоги недели» заменил Владимир Чернышёв.
В октябре 2023 года, к 30-летию НТВ была запущена новая версия сайта ntv.ru. Его особенностью стал сквозной прямой эфир канала с функциями паузы и перемотки, прямые эфиры и телепрограммы всех 20 обязательных общедоступных каналов, онлайн-вещание и расписания тематических каналов НТВ, а также обновлённая функция поиска.

### Документальные фильмы о канале
- «НТВ. Автопортрет» (2003) — двухсерийный документальный фильм Веры Сторожевой, история первых 10 лет существования телеканала от первого лица, рассказываемая его бывшими и действующими (по состоянию на 2003 год) сотрудниками[944][945].
- «НТВ: дни творения» (2008) — фильм к 15-летию НТВ, в котором основатели канала вспоминают о подготовке к выходу телекомпании в эфир.
- «НТВ 25+» (2018) — фильм Владимира Чернышёва, который рассказывает историю России в контексте истории телеканала глазами журналистов, работавших и работающих на НТВ[946][947]. В отличие от предыдущих фильмов об НТВ 2003 и 2008 годов, в «НТВ. 25+» интервью основателей канала и большей части его известных журналистов с оппозиционными взглядами не присутствуют[948].
- В апреле 2020 года, к 19-летию со дня захвата НТВ, на YouTube-канале RTVI вышел небольшой фильм «Телек умер. Россия после НТВ», в которых о событиях дела НТВ и о том, что стало с компанией после всего этого, вспоминают корреспонденты канала, которые ушли с него уже во времена управления компанией Владимиром Кулистиковым. Среди них — Борис Кольцов (ушëл в сентябре 2006 года), Павел Лобков (уходил два раза в сентябре 2006 и окончательно в январе 2012 года) и Павел Селин (ушëл в сентябре 2012 года)[949].
- В апреле 2021 года, к 20-летию со дня захвата НТВ, на YouTube-канале «Редакция» вышел фильм Саши Сулим «Как и почему закончилось старое НТВ?». Фильм представляет собой короткий экскурс в историю старого НТВ от основания и до событий начала 2000 года и подробный рассказ о событиях с 2000 по 2001 год со свидетельствами очевидцев — журналистов и телеведущих канала тех лет, а также представителей «Газпром-Медиа». Среди участников: Евгений Киселёв, Татьяна Миткова, Виктор Шендерович, Елена Ханга, Эрнест Мацкявичюс, Борис Йордан, Борис Кольцов, Альфред Кох, Николай Николаев, Алексей Пивоваров, Леонид Парфёнов[950].